# Понте Басо (Ријети)
Понте Басо је насеље у Италији у округу Ријети, региону Лацио.
Према процени из 2011. у насељу је живело 43 становника. Насеље се налази на надморској висини од 490 м.